# Zander Geringer
Zander Geringer (ur. 10 stycznia 1993) – południowoafrykański zapaśnik walczący w stylu klasycznym. Brązowy medalista mistrzostw Afryki w 2016 i czwarty w 2014. Trzeci na mistrzostwach Wspólnoty Narodów w 2016 roku.